# Harem (genre)
Harem är en genre inom manga och anime. Historierna kretsar kring en person vars tillvaro är full av människor av det motsatta könet. Inom harem-genren är det oftast en kille och flera tjejer, nästan aldrig tvärtom (engelska: reverse harem, 'omvänt harem').